# Gesundheitscampus NRW
Der Gesundheitscampus NRW ist ein in den Jahren 2006 bis 2007 entstandener Gewerbepark nordwestlich der Ruhr-Universität Bochum in Bochum-Querenburg. Der Standort wird genutzt von der Hochschule für Gesundheit und weiteren Einrichtungen.

## Geschichte
Das Projekt war zunächst als Biomedizinpark Ruhr designiert und wurde von der Europäischen Union und dem Land Nordrhein-Westfalen zu insgesamt 55 % bezuschusst. Die Fläche südlich der Universitätsstraße ist 90.000 m² groß, von denen 55.000 m² zur Bebauung zur Verfügung stehen.

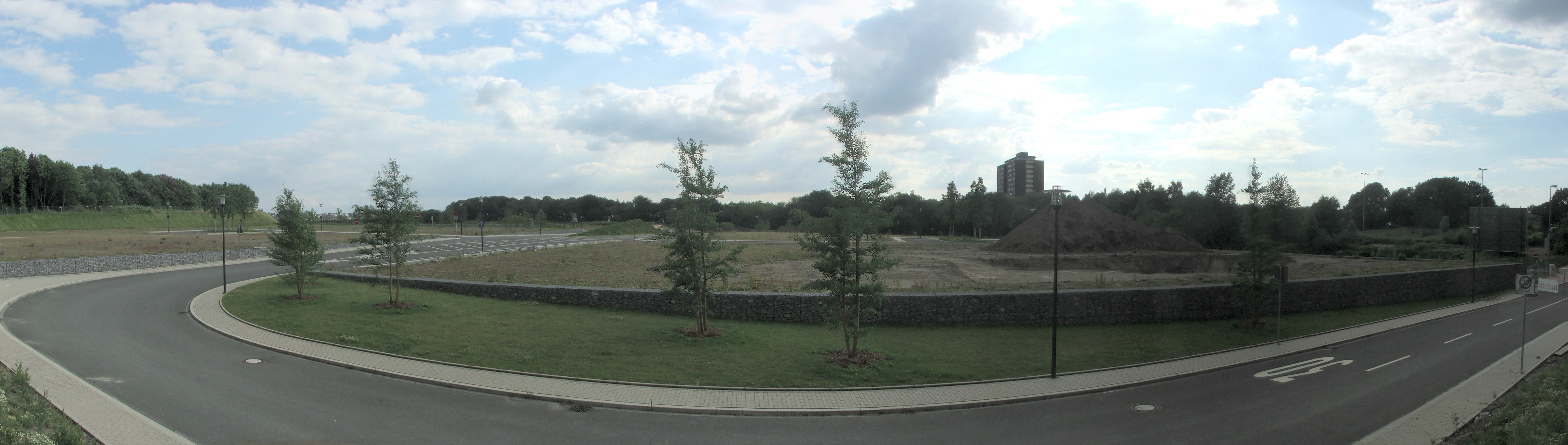
Gelände im Juli 2008

Das Areal (Gesundheitscampus Süd) befindet sich auf einem ehemaligen Feld und im südöstlichen Teil auf einer ehemaligen Mülldeponie, die in den 1970er Jahren stillgelegt wurde. Zur Vorbereitung mussten Hohlräume aus der Zeit des Ruhrbergbaus verfüllt werden. Die Grundstücke sollten ab 2008 an etwa 20 bis 25 Unternehmen aus den Bereichen Biomedizin, Biochemie und Medizintechnik vergeben werden. Im Frühjahr 2010 war trotz der Vermarktung durch die Entwicklungsgesellschaft Ruhr-Bochum noch keine Bebauung vorhanden.

### Gesundheitscampus Süd
Eine Wende brachte der Beschluss der Landesregierung Nordrhein-Westfalens vom 12. Mai 2009, dass Bochum Standort des neuen Gesundheitscampus NRW werden solle. Am Finanzvolumen in Höhe von 140 Millionen Euro beteiligte sich die Stadt mit 10 Millionen Euro, der Rest wurde von Land und Europäischer Union getragen. Aus dem ursprünglichen Biomedizin-Park wurde der Gesundheitscampus Süd bzw. GesundheitsCampus Bochum. Zu Beginn der Einrichtung des Gesundheitscampus war eine zentrale Einrichtung das Strategiezentrum Gesundheit Nordrhein-Westfalen.
Einrichtungen:
- Zentrum für Telematik im Gesundheitswesen (ZTG)[7]
- MedEcon Ruhr e. V.[8]
- Westdeutscher Teleradiologieverbund[9]
- GBTEC Software + Consulting AG[10]
- VISUS Health IT GmbH[11]
- Aesculap Akademie GmbH[12]
- Zentrum für Naturmedizin
- Meerkat Holding GmbH[13]
- CUBE17 – Smart Health Innovation Center[14]
- Quhr – Smart Health Hub Ruhr[15]
- Compugroup Medical[16]
- Kairos GmbH[17]

### Gesundheitscampus Nord
Eine weitere Fläche, der Gesundheitscampus Nord hat eine nutzbare Größe von etwa 48.500 m². Hier wurden Instituts- und Verwaltungseinheiten, Büros, Seminarräume und Hörsäle sowie eine Mensa, eine Bibliothek und ein zentrales Veranstaltungszentrum gebaut. Die Hochschule für Gesundheit bezog im Sommer 2015 den Neubau. Das Landeszentrum Gesundheit Nordrhein-Westfalen zog im Juli 2018 in das neue Gebäude daneben, zusammen mit dem Krebsregister NRW und dem Landesinstitut für Arbeitsschutz und Arbeitsgestaltung Nordrhein-Westfalen (LIA.NRW). Im Juni 2019 wurde das Zentrum für Proteindiagnostik (PRODI), ein Forschungsbau der Ruhr-Universität Bochum, eingeweiht. PRODI befindet sich direkt am Aufgang zur Campus-Terrasse und bildet somit das neue Entrée zum Gesundheitscampus Nord.
Auf dem heutigen Bereich Gesundheitscampus Nord stand ein in den 1960er Jahren errichtetes dreizehnstöckiges Hochhaus (Hochhaus West), das 2013 abgerissen wurde.
Einrichtungen:
- Fakultät für Sportwissenschaft[22] der Ruhr-Universität Bochum
- Gesundheitscampus der Hochschule Bochum
- Zentrum für molekulare Proteindiagnostik (ProDi)[23] (Eröffnung: 3. Juni 2019)
- Landesinstitut für Arbeitsschutz und Arbeitsgestaltung Nordrhein-Westfalen (LIA)[24]
- Krebsregister NRW[25]
- Landeszentrum Gesundheit (LZG.NRW)[26] (Umzug: 2017/2018)
- Zentrum für Proteindiagnostik (PRODI)[27] der Ruhr-Universität Bochum

### BioMedizinZentrum (BMZ) Bochum
Zum Gesundheitscampus gehört auch das nahegelegene  BMZ auf dem Campus der Ruhr-Universität Bochum u. a. mit folgenden Einrichtungen:
- ITP-Innovative Tomography Products GmbH[29]
- Morphoplant GmbH[30]
- betaSENSE GmbH[31]
- BrainRepair UG
- femtos GmbH
- solid-chem GmbH

## Belege
1. ↑  Informationen der Stadt Bochum (Memento des Originals vom 7. November 2014 im Internet Archive)  Info: Der Archivlink wurde automatisch eingesetzt und noch nicht geprüft. Bitte prüfe Original- und Archivlink gemäß Anleitung und entferne dann diesen Hinweis.
2. ↑  Informationen des Landes Nordrhein-Westfalen (Memento vom 7. November 2014 im Internet Archive)
3. ↑  Informationen der Industrie- und Handelskammer
4. ↑  Rupert Joemann: Es kann gebaut werden. In: Westdeutsche Allgemeine Zeitung. Funke Mediengruppe, 10. Oktober 2007, abgerufen am 1. Mai 2025.
5. ↑  Altes Exposee des Biomedizinparks (Memento des Originals vom 7. November 2014 im Internet Archive)  Info: Der Archivlink wurde automatisch eingesetzt und noch nicht geprüft. Bitte prüfe Original- und Archivlink gemäß Anleitung und entferne dann diesen Hinweis.
6. ↑  Sicherheitswissenschaftliches Kolloquium 2009 - 2010 - Band 6. In: Pieper/Lang (Hrsg.): Schriftenreihe des Instituts für Arbeitsmedizin, Sicherheitstechnik und Ergonomie e. V. (ASER). S. 68 ff. (institut-aser.de [PDF]).
7. ↑  http://www.ztg-nrw.de/
8. ↑  Netzwerk der Gesundheitswirtschaft an der Ruhr – MedEcon Ruhr. Abgerufen am 2. Oktober 2018 (deutsch).
9. ↑  Westdeutscher Teleradiologieverbund, Telemedizin per DICOM. Abgerufen am 15. November 2018.
10. ↑  Ihr Anbieter für Prozessmanagement Software | GBTEC. Abgerufen am 2. Oktober 2018.
11. ↑  VISUS Health IT – VISUS Health IT GmbH. Abgerufen am 2. Oktober 2018.
12. ↑  Aesculap Akademie Deutschland. (aesculap-academy.com [abgerufen am 2. Oktober 2018]).
13. ↑  Meerkat | Smart Health Investments. Abgerufen am 13. Dezember 2024 (deutsch).
14. ↑  CUBE17 | Smart Health Innovation Center. Abgerufen am 13. Dezember 2024 (deutsch).
15. ↑  Quhr | Smart Health Hub Ruhr. Abgerufen am 13. Dezember 2024 (deutsch).
16. ↑  CompuGroup Medical | Synchronizing Healthcare. Abgerufen am 13. Dezember 2024 (deutsch).
17. ↑  KAIROS GmbH | Beratung & Systemlösungen für das Gesundheitswesen. Abgerufen am 2. Oktober 2018 (deutsch).
18. ↑  3D-Animation des geplanten Gesundheitscampus NRW, Stand 2014 (Memento des Originals vom 7. November 2014 im Internet Archive)  Info: Der Archivlink wurde automatisch eingesetzt und noch nicht geprüft. Bitte prüfe Original- und Archivlink gemäß Anleitung und entferne dann diesen Hinweis.
19. ↑  Jürgen Stahl: Hochhaus-Abriss wirbelt Staub auf. In: Westdeutsche Allgemeine Zeitung. Funke Mediengruppe, 13. Juni 2013, abgerufen am 1. Mai 2025.
20. ↑  Felix Mühlbauer: Creativ- und Genussmarkt in Rheinen am 1. Mai. In: ruhrnachrichten.de. 29. April 2023, abgerufen am 5. März 2024.
21. ↑  Archivierte Kopie (Memento des Originals vom 20. Februar 2018 im Internet Archive)  Info: Der Archivlink wurde automatisch eingesetzt und noch nicht geprüft. Bitte prüfe Original- und Archivlink gemäß Anleitung und entferne dann diesen Hinweis.
22. ↑  Fak. für Sportwissenschaft Ruhr Universität Bochum
23. ↑  https://web.archive.org/web/20140706141733/http://aktuell.ruhr-uni-bochum.de/pm2014/pm00104.html.de
24. ↑  Landesinstitut für Arbeitsschutz und Arbeitsgestaltung Nordrhein-Westfalen
25. ↑  Epidemiologisches Krebsregister NRW: Krebsregister NRW: Willkommen. Abgerufen am 2. Oktober 2018.
26. ↑  Home – LZG.NRW. Abgerufen am 2. Oktober 2018.
27. ↑  Zentrum für Proteindiagnostik (PRODI)
28. ↑  BioMedizinZentrum Bochum. Archiviert vom Original (nicht mehr online verfügbar) am 2. Oktober 2018; abgerufen am 2. Oktober 2018 (deutsch).  Info: Der Archivlink wurde automatisch eingesetzt und noch nicht geprüft. Bitte prüfe Original- und Archivlink gemäß Anleitung und entferne dann diesen Hinweis.
29. ↑  innotom. Abgerufen am 2. Oktober 2018 (deutsch).
30. ↑  Morphoplant GmbH – Home. Abgerufen am 2. Oktober 2018.
31. ↑  betaSENSE | Revolution in der Frühdiagnostik. Abgerufen am 13. Dezember 2024 (deutsch).

Koordinaten: 51° 26′ 45″ N, 7° 14′ 57″ O